# Super Mario 3D All-Stars
Super Mario 3D All-Stars (スーパーマリオ ３Ｄコレクション?, Super Mario 3D Collection) è un videogioco a piattaforme del 2020 sviluppato e pubblicato da Nintendo. Il titolo, disponibile per l'acquisto fino al 31 marzo 2021, è una raccolta di giochi tridimensionali della serie Super Mario e comprende Super Mario 64, Super Mario Sunshine e Super Mario Galaxy.
La raccolta Super Mario 3D All-Stars include una grafica migliorata e un supporto per una risoluzione più alta rispetto alle versioni originali dei giochi. Inoltre, è possibile utilizzare i controlli Joy-Con della Nintendo Switch o il controller Pro per giocare.
È importante notare che Super Mario 3D All-Stars è stato pubblicato in edizione limitata, con la produzione e la vendita del gioco che si sono concluse il 31 marzo 2021. Ciò significa che il gioco potrebbe non essere più disponibile né in forma fisica presso i rivenditori né in digitale tramite il Nintendo eShop.

## Differenze dalle versioni originali

### Super Mario 64
La versione di Super Mario 64 inclusa in questa raccolta si basa sulla Shindō Pak Taiō Version, esclusiva solo in Giappone. È stato aggiunto il supporto all'HD Rumble dei Joy-Con, risoluzione e texture sono state aumentate a 720p HD, l'interfaccia utente è stata adattata ai pulsanti dei controller Nintendo Switch e inoltre la colonna sonora è stata rimasterizzata. È disponibile in inglese, francese, tedesco e giapponese. Con l'aggiornamento alla versione 1.1.1 è possibile usare il controller Nintendo 64 per Nintendo Switch Online. Il gioco segue le avventure di Mario nel suo tentativo di salvare la Principessa Peach dalle grinfie di Bowser, esplorando vari livelli all'interno del castello di Peach.

### Super Mario Sunshine
Pubblicato nel 2002 per il GameCube, Super Mario Sunshine introduce un'ambientazione tropicale chiamata Isola Delfina. Mario deve pulire l'isola dall'inquinamento e salvare nuovamente la Principessa Peach.
Questa versione di Super Mario Sunshine è stata adattata in 16:9, con risoluzione e texture in 1080p HD, interfaccia utente adattata ai pulsanti dei controller per Nintendo Switch e aggiunto il supporto al HD Rumble dei Joy-Con. La colonna sonora è stata rimasterizzata. È disponibile in inglese, francese, tedesco, spagnolo, italiano e giapponese. Con l'aggiornamento alla versione 1.1.0., è possibile usare l'adattatore per i controller Nintendo GameCube, ripristinando il funzionamento del tasto R (sostituiti da R e ZR con controller per Nintendo Switch).

### Super Mario Galaxy
Originariamente uscito nel 2007 per la console Wii, Super Mario Galaxy è ambientato nello spazio e presenta un gameplay innovativo in cui Mario esplora diverse galassie per raccogliere stelle e salvare la Principessa Peach dai piani di Bowser.
Questa versione di Super Mario Galaxy è sviluppata con una risoluzione HD, con texture in 1080p (in modalità portatile/da tavolo fino a 720p). L'interfaccia utente è stata adattata ai pulsanti dei controller per Nintendo Switch e aggiunto il supporto all'HD Rumble dei Joy-Con. La colonna sonora è stata rimasterizzata. È disponibile in inglese, francese, tedesco, spagnolo, italiano, coreano e giapponese. In questa versione è possibile giocare sia usando il cursore di gioco, adoperando i controlli di movimento e puntando verso la TV con il giroscopio dei controller, sia toccando lo schermo nella modalità portatile.